# Microdon boharti
Microdon boharti är en tvåvingeart som beskrevs av Charles Howard Curran 1947. Microdon boharti ingår i släktet myrblomflugor, och familjen blomflugor. Inga underarter finns listade i Catalogue of Life.